# Mammillaria huitzilopochtli
Mammillaria huitzilopochtli (biznaga de Huitzilopochtli) es una especie endémica de biznaga perteneciente a la familia Cactaceae que se distribuye en la región de Cuicatlán, Oaxaca en México. La palabra huitzilopochtli hace referencia a una deidad mexica asociada al sol y la guerra.

## Descripción
Tiene tallos simples o ramificados desde la base o el ápice con hasta 13 cm de alto y 6 de ancho, globosos a corto-claviformes. Sus tubérculos son pequeños de 7 mm de largo y 5 de ancho, son de color verde oscuro y con tricomas en la zona fértil. Tiene areolas elípticas. De 14 a 30 espinas radiales, aciculares, rectas, de color blanco, mientas que las espinas centrales son de color pardo a negro. La flor de aproximadamente 1.5 cm de largo y 1 de ancho es infundibuliforme de coloración rojiza. El fruto de 2 cm de largo y 5 mm de ancho es claviforme, rojizo al igual que la flor. La floración ocurre entre los meses de octubre y diciembre, mientas que la fructificación entre diciembre y marzo.
Esta especie es poco usada por la población local como planta ornamental.

## Distribución
Endémica del estado de Oaxaca en México.

## Hábitat
Habita bosques tropicales caducifolios, en suelos de tipo oxisol. En elevaciones de 600 a 1000 m s. n. m.

## Estado de conservación
Existen sólo 7 subpoblaciones de M. huitzilopochtli dentro de un área de 1058 hectáreas con una densidad poblacional promedio de 1718 individuos/hectárea. El cambio climático y el pastoreo representan una amenaza potencial para las poblaciones de la biznaga de Huitzilopochtli. Bajo un escenario de cambio climático con un aumento de temperatura de 2 °C y reducción de la precipitación en un 15% respecto a las condiciones climáticas actuales la especie tendría una dramática reducción de su área de distribución, aunado a condiciones intrínsecas de la especie que limitan el crecimiento poblacional y un lento establecimiento de plántulas.
Esta especie de biznaga se encuentra listada en la Norma Oficial Mexicana 059-SEMARNAT-2010 como una especie sujeta a protección especial. Y habita dentro de la Reserva de la Biósfera Tehuacán-Cuicatlán.